# Annette Sikveland
Annette Sikveland, née le 25 avril 1972 à Stavanger, est une biathlète norvégienne.

## Biographie
Sikveland commence sa carrière dans la Coupe du monde en 1991-1992, où elle marque ses premiers points à Hochfilzen (23e). En 1993, elle dispute ses premiers championnats du monde à Borovets, où elle prend le huitième rang du sprint, son meilleur classement jusque là. Elle gagne plus tard deux relais à Östersund et Kontiolahti. Aux Jeux olympiques de Lillehammer en 1994, elle est 22e du sprint et quatrième du relais avant de remporter une médaille d'argent à la course par équipes des Championnats du monde à Canmore, épreuve dont elle décroche le titre un an plus tard à Antholz avec Gunn Margit Andreassen, Elin Kristiansen et Ann Elen Skjelbreid.
Finalement, c'est lors de la saison 1996-1997 qu'elle monte sur son premier podium individuel en Coupe du monde en terminant troisième de la poursuite d'Oberhof. Lors de la course suivante, l'individuel de Ruhpolding, elle obtient son unique victoire dans l'élite. Elle gagne également deux médailles aux Championnats du monde 1997, dont son deuxième titre à la course par équipes.
Elle remporte la médaille de bronze en relais aux Jeux olympiques d'hiver de 1998.
Sikveland prend sa retraite sportive en 1999.
Elle a été en couple avec le biathlète allemand Sven Fischer.

## Palmarès

### Jeux olympiques d'hiver
| Épreuve / Édition   | Individuel | Sprint | Relais                              |
| ------------------- | ---------- | ------ | ----------------------------------- |
| JO 1994 Lillehammer | -          | 22e    | 4e                                  |
| JO 1998 Nagano      | 8e         | 15e    | Médaille de bronze, Jeux olympiques |

Légende :
- : troisième place, médaille de bronze
- — : pas de participation à l'épreuve

### Championnats du monde
| Mondiaux \ Épreuve       | individuel     | Sprint         | Poursuite                        | Relais                    | Course par équipes       |
| 1993 Borovets            | -              | 8e             | Épreuve inexistante à cette date | 9e                        | 4e                       |
| 1994 Canmore             | JO Lillehammer | JO Lillehammer | Épreuve inexistante à cette date | JO Lillehammer            | Médaille d'argent, monde |
| 1995 Antholz-Anterselva  | -              | 18e            | Épreuve inexistante à cette date | Médaille de bronze, monde | Médaille d'or, monde     |
| 1996 Ruhpolding          | 22e            | 8e             | Épreuve inexistante à cette date | 4e                        | 12e                      |
| 1997 Osrblie             | 38e            | 7e             | 26e                              | Médaille d'argent, monde  | Médaille d'or, monde     |
| 1998 Pokljuka Hochfilzen | JO Nagano      | JO Nagano      | 17e                              | JO Nagano                 | Médaille d'argent, monde |

Légende :

 : première place, médaille d'or

 : deuxième place, médaille d'argent

 : troisième place, médaille de bronze

 : épreuve inexistante à cette date

— : pas de participation à cette épreuve

### Coupe du monde
- Meilleur classement général : 14e en 1996.
- 4 podiums en épreuve individuelle : 1 victoire, 1 deuxième place et 2 troisièmes places.
- 21 podiums en relais : 4 victoires, 7 deuxièmes places et 10 troisièmes places.

#### Détail des victoires
| Saison / Épreuve | Individuel | Sprint | Poursuite | Mass start | Total |
| 1996-1997        | Ruhpolding |        |           |            | 1     |
| Total            | 1          | 0      | 0         | 0          | 1     |

#### Classements annuels
| Année | Classement général final |
| 1992  | 72e                      |
| 1993  | 20e                      |
| 1994  | 17e                      |
| 1996  | 14e                      |
| 1997  | 16e                      |
| 1998  | 18e                      |